# Rochia roz
Rochia roz este pictură a pictorului francez Frédéric Bazille din 1864, realizat la vârsta de 23 de ani. Pictura o prezintă pe verișoara sa Thérèse des Hours stând pe o margine de piatră din jurul proprietății familiei Le Domaine de Méric din Montpellier, aflată în fața satului Castelnau-le-Lez în departamentul Hérault din Franța. A folosit metoda Școlii de la Barbizon de a încadra scena, folosind copaci întunecați pentru a direcționa privirea spectatorului spre lumina strălucitoare din fundal. Lucrarea se află acum la Musée d'Orsay.